# Monoblastiaceae
Famille
Les Monoblastiaceae sont une famille de champignons ascomycètes. Il s'agit de lichens corticoles dont le thalle encroûtant est le plus souvent immergé dans le substrat, et associés à des algues vertes de la famille des Trentepohliaceae. L'organe de la reproduction sexuée est un périthèce ; les représentants de cette famille manquent totalement des propagules classiques des lichens, isidies et sorédies. La famille comporte environ 130 espèces, majoritairement tropicales, dont une centaine dans le seul genre Anisomeridium.

## Liste des genres
Selon Myconet :
- Acrocordia
- Anisomeridium
- Caprettia
- Monoblastia